# Демичев, Валентин Фёдорович
Валентин Фёдорович Демичев — советский физик, лауреат Ленинской премии (1984).
Родился 11.12.1932.
Окончил МГУ (1955).
Работал в Институте атомной энергии имени И. В. Курчатова (ИАЭ).
В 1965 г. защитил кандидатскую диссертацию:
- Ускорение плазмы с помощью электродинамических инжекторов и изучение свойств плазменных сгустков : диссертация … кандидата физико-математических наук : 01.00.00. — Москва, 1965. — 134 с. : ил.

Лауреат Ленинской премии (1984) — за получение специальных химических соединений и разработку условий их применения.
Сочинения:
- В. Ф. Демичев, В. М. Струнников, «Взаимодействие плазменных сгустков большой плотности с магнитными полями», Докл. АН СССР, 150:3 (1963), 523—526
- В. Ф. Демичев, В. Д. Матюхин, «Изучение свойств быстродвижущихся сгустков плазмы», Докл. АН СССР, 150:2 (1963), 279—282
- Тороидальный магнит для токамака с сильным магнитным полем и комбинированным адиабатическим сжатием шнура [Текст] / Ю. А. Алексеев, В. Ф. Демичев, М. Б. Сафонова, В. А. Чуянов. — Москва : [б. и.], 1981. — 45 с. : ил.; 21 см. — (Препринт ИАЭ/ Ин-т атом. энергии им. И. В. Курчатова; 3513/7).
- Об адиабатическом сжатии плазмы с термоядерными параметрами в токамаках [Текст]. — Москва : ИАЭ, 1979. — 34 с. : ил.; 21 см. — (Институт атомной энергии имени И. В. Курчатова; ИАЭ-3222).
- Тороидальный магнит для токамака с сильным магнитным полем и комбинированным адиабатическим сжатием шнура / Алексеев Ю. А., Демичев В. Ф., Сафонова М. Б., Чуянов В. А. — М. : ИАЭ, 1981. — 45 с. : граф.; 21 см.